# Ямасаки, Артуро
Арту́ро Ямаса́ки (исп. Arturo Yamasaki Maldonado; 11 мая 1929, Лима — 23 июля 2013, Мехико) — перуанский и мексиканский футбольный судья японского происхождения. Один из самых известных футбольных арбитров мира 1960-х и первой половины 1970-х годов.

## Биография
Артуро Ямасаки родился в Перу в семье мигрантов из Японии. Карьеру футбольного арбитра начал довольно поздно — в 28 лет, до того он работал учителем физкультуры. Спустя три года получил статус арбитра ФИФА.
Среди важнейших матчей на клубном уровне в послужном списке Артуро Ямасаки значатся решающий финальный матч Кубка Либертадорес 1965, ответная игра Межконтинентального кубка того же года между «Интернационале» и «Индепендьенте», обслуживание шести игр в рамках чемпионата Южной Америки 1963 года, матчей Олимпийского футбольного турнира 1968 года в Мексике.
На чемпионатах мира дебютировал в 1962 году. В полуфинальной игре сборных Бразилии и хозяев турнира, Чили, удалил по одному игроку в обеих командах — Гарринчу и Онорино Ланду. После игры произошёл беспрецедентный случай: удаление Гарринчи было признано необоснованным, и ему разрешили играть в финале, также, как и чилийцу.
В 1966 году Ямасаки работал на очень сложном матче чемпионата мира между сборными Англии и Франции, завершившемся победой англичан (хозяев и будущих чемпионов) со счётом 2:0. Кроме того, ещё в трёх встречах Ямасаки принял участие в качестве бокового арбитра.
В том же году Ямасаки принял решение переехать в Мексику — об этом его попросил старый приятель итальянский инструктор футбольных судей Диего ди Лео, — и с 1968 года стал представлять мексиканскую футбольную федерацию (и КОНКАКАФ) на международной арене.
В 1970 году работал на одном из самых выдающихся матчей в истории футбола, получившем название «Матч века» — между сборными Италии и ФРГ. Это был матч полуфинала турнира, второго в карьере Ямасаки. В этой игре мексикано-перуанский судья несколько раз не решился назначить пенальти в нескольких очевидных случаях. Сама игра завершилась в дополнительное время со счётом 4:3 в пользу итальянской команды.
В 1975 году Ямасаки завершил карьеру арбитра и стал работать в структурах Федерации футбола Мексики. В 1978 году Яртуро Ямасаки получил от ФИФА награду за особые заслуги — FIFA Special Award.
С 2003 по 2006 гг. возглавлял арбитражный комитет ФФМ. В 2008 году высказывал желание возглавить аналогичный комитет в перуанской федерации футбола, однако предложения от этой организации не последовало.
Артуро Ямасаки умер в Мехико 23 июля 2013 года в возрасте 84 лет.

## Карьера
Судил следующие матчи:
- Полуфинал чемпионата мира 1962 года ( Чили —  Бразилия)
- Финал Кубка Либертадорес 1965 года (все три игры)
- Межконтинентальный кубок 1965 года (ответный)
- Полуфинал чемпионата мира 1970 года ( Италия —  ФРГ)

Турниры:
- Чемпионат мира 1962 (1 игра, полуфинал)
- Чемпионат Южной Америки 1963 (6 игр)
- Чемпионат мира 1966 (1 игра)
- Чемпионат Южной Америки 1967 (2 игры в отборочной стадии, прошедшие в 1966 году[4])
- Олимпийские игры 1968 (2 игры)
- Чемпионат мира 1970 (1 игра, полуфинал)